# Prisionero de Mao
Prisionero de Mao. Siete años en un campo de trabajo en China es una autobiografía del franco-chino Bao Ruo-Wang (Jean Pasqualini), que relata su detención en el laogai chino de 1957 a 1964. La obra apareció en 1973 en Estados Unidos, la primera edición en España data de 1975.

## Contexto
Jean Pasqualini (1926-1997) fue encarcelado en el laogai chino en 1957 durante la Campaña de las Cien Flores, al ser acusado de actividades contrarrevolucionarias por haber trabajado como traductor para los estadounidenses. Condenado a 12 años de detención, fue liberado en 1964 en el marco del restablecimiento de relaciones diplomáticas entre Francia y China, siendo inmediatamente expulsado del territorio chino.
La obra relata con detalle todas las fases de su proceso judicial y el paso del autor por diferentes campos de trabajo, constituyendo una aproximación rica, analítica y bajo un punto de vista personal del sistema chino de la reforma por el trabajo (laogai).

## Contenido

### Interrogatorios, confesiones y condena
Después del arresto de un sospechoso la duración de los interrogatorios en el laogai era particularmente larga (15 meses para Jean Pasqualini). Según este último era imposible resistirse a los interrogatorios: 

Durante mis años de prisión — cuenta Pasqualini — conocí a un hombre que de hecho había sido arrestado por error — tenía el mismo nombre que la persona investigada. Al cabo de unos meses, había confesado todos los crímenes del otro. Cuando se descubrió el error, a las autoridades de la prisión les costó persuadirlo de que podía volver a su casa. Se sentía demasiado culpable.

El detenido no podía recurrir a un abogado durante el interrogatorio, su arresto era la prueba de su culpabilidad. Se seguían dos métodos para conseguir las confesiones: el del "agua de grifo", es decir, una buena sacudida al principio para que la confesión surgiera de golpe o el de la "pasta de dientes", por el cual había que apretar al culpable cada cierto tiempo para ir obteniendo sus confesiones.
Una vez condenado el prisionero no podía recurrir su sentencia, pues las autoridades comunistas entendían que en este caso el preso no se arrepentía de sus errores o que todavía no era consciente de los mismos; por lo que solían alargarle la pena.
Durante su detención Jean Pasqualini debió escribir a menudo autocríticas para confesar sus faltas y mostrar su adaptamiento al pensamiento de la ortodoxia comunista representada por el Partido comunista chino.

### Vida en los campos
Jean Pasqualini relata también cómo se desarrollaba la vida en los diferentes campos de trabajo por los que pasó (tanto urbanos como rurales), detallando el trabajo que se les pedía a los prisioneros y las sesiones colectivas de "estudio" (adoctrinamiento y autocrítica).
Durante su estancia en los campos, China afrontó episodios de hambruna que repercutieron especialmente en la cantidad de alimento que el gobierno chino proporcionaba a los prisioneros del laogai. Pasqualini cuenta cómo las raciones alimentarias estaban muy por debajo de lo necesario y cómo eran proporcionales al trabajo del prisionero (a mayor rendimiento, mayor ración diaria), constituyendo una verdadera obsesión para el autor (las alusiones a las comidas son omnipresentes a lo largo del libro).
Pasqualini cuenta cómo a causa de la malnutrición, de los trabajos forzados y de las malas condiciones climatológicas durante el invierno, estuvo a punto de perder la vida.

## Publicación y crítica
El libro fue escrito en inglés (idioma que Jean Pasqualini dominaba) con la colaboración del periodista Rudolph Chelminski, al que conoció en 1969. Ambos tardaron tres años, de 1970 a 1973, en redactarlo, trabajando esencialmente los fines de semana y durante las vacaciones.
Por otra parte, un documental aparecido en 1979, Prisioneros de Mao, fue realizado por Véra Belmont a partir del libro. Jean Pasqualini aparece en el mismo .
En 1983, el sinólogo Jean-Luc Domenach considera Prisionero de Mao como el mejor documento para acceder a la realidad de la vida en los goulags chinos. Marie-Claire Bergère evoca igualmente que se trata de un testimonio capital.
Alain Peyrefitte indica que  Prisionero de Mao  describe el Goulag chino con tanta precisión como Solzhenitsyn describió el Goulag soviético ». Francis Deron, periodista de Le Monde, indica que Jean Pasqualini consiguió dar voz a los millones de chinos que padecieron el « goulag versión Mao ». Véra Belmont afirmó que la obra tuvo el efecto de una bomba en el « el universo conformista de los intelectuales burgueses de izquierda ». Sin embargo, el crítico literario Bernard Pivot indica que el testimonio de Jean Pasqualini sobre los « goulags chinos » tuvo escasas repercusiones en los intelectuales maoístas que continuaron realizando « a partir de una estancia de quince días en Pekín un elogio de la nueva China ».